# سباستین گونزاتی
سباستین گونزاتی (انگلیسی: Sebastián Guenzatti؛ زادهٔ ۸ ژوئیهٔ ۱۹۹۱) بازیکن فوتبال اهل ایالات متحده آمریکا است.
از باشگاه‌هایی که در آن بازی کرده‌است می‌توان به باشگاه فوتبال نیویورک کاسموس اشاره کرد.